# 奧奇塞加 (佛羅里達州)
奧奇塞加（英語：Ocheeseulga）是位於美國佛羅里達州卡爾霍恩縣的一個非建制地區。

## 地理
奧奇塞加所處的海拔為高於海平面16米（即52英呎），而該地所採用的時區為UTC-5，即北美东部時區（EST）。同時該地設有夏令時間，為UTC-5調快一小時，即UTC-4（EDT）。